# Whitesboro (Texas)
Whitesboro es una ciudad ubicada en el condado de Grayson en el estado estadounidense de Texas. En el Censo de 2010 tenía una población de 3793 habitantes y una densidad poblacional de 441,51 personas por km².

## Geografía
Whitesboro se encuentra ubicada en las coordenadas 33°39′38″N 96°54′5″O / 33.66056, -96.90139. Según la Oficina del Censo de los Estados Unidos, Whitesboro tiene una superficie total de 8.59 km², de la cual 8.58 km² corresponden a tierra firme y (0.18%) 0.02 km² es agua.

## Demografía
Según el censo de 2010, había 3793 personas residiendo en Whitesboro. La densidad de población era de 441,51 hab./km². De los 3793 habitantes, Whitesboro estaba compuesto por el 93.73% blancos, el 0.32% eran afroamericanos, el 1.03% eran amerindios, el 0.69% eran asiáticos, el 0.03% eran isleños del Pacífico, el 2.72% eran de otras razas y el 1.5% pertenecían a dos o más razas. Del total de la población el 7.83% eran hispanos o latinos de cualquier raza.